# Héctor Caldiero
Héctor Francisco "Pancho" Caldiero (Pehuajó, Buenos Aires, 20 de julio de 1953 - Buenos Aires, 30 de noviembre de 2011) fue un periodista deportivo, relator de fútbol y predicador argentino.
Fue reconocido por ser el relator de las campañas de Boca Juniors en diferentes emisoras. Héctor Caldiero también fue conocido por su particular forma de hablar y de popularizar frases y apodos como «tu Boca, mi Boca, tu Boquita» en alusión a las campañas de Boca Juniors, «Batigol» al exdelantero de la Selección de fútbol Gabriel Batistuta y «El Pollo» a Sebastián Vignolo, uno de sus colegas.
Al inicio de su carrera como relator, Caldiero trabajó junto a Atilio Costa Febre, relator de la campaña de River Plate. Falleció el 30 de noviembre de 2011 a causa de un paro cardíaco. También participó en la televisión, las transmisiones del Nacional B por Canal 9 junto a Fernando Niembro y en TyC Max, donde relató el clásico rosarino del 23 de noviembre de 1997. 
Caldiero ejerció como Ministro Ordenado en la Unión de las Asambleas de Dios en Argentina, organismo independiente de las Asambleas de Dios, por más de una década. También se desempeñaba como ministro en otras congregaciones, dos de ellas en la ciudad de Chascomús y Luján.
Durante su extensa carrera, Caldiero relató más de 3.000 partidos y 6.000 goles y siempre se identificó con el experimentado relator Víctor Hugo Morales y admiró a Bernardino Veiga, periodista y seguidor del Club Atlético Boca Juniors. Ganó notoriedad en la década de los años 1990, cuando trabajó para la emisora Radio Mitre entre 1987 y 1992.
Fue considerado un «ícono del relato argentino» junto a otros relatores destacados como Joaquín Carballo Serantes según varios medios, y un «personaje emblemático» del Club Atlético Boca Juniors.

## Trayectoria
Caldiero trabajó en Radio LT8 de Rosario siguiendo la campaña de Rosario Central, luego en Radio Mitre entre 1987 y 1992, donde relató las campañas del Club Atlético Boca Juniors. Posteriormente formó parte de Radio América. En 2006 se vinculó al equipo de trabajo de la estación Radio del Plata, junto a su colega Atilio Costa Febre.
Uno de sus últimos trabajos fue en Radio La Red, donde permaneció hasta 2002. En 2009 volvió a Radio América, donde relató para el programa Boca de selección. También fue relator para el canal Metro y TyC Max.
A mediados de 2002, Héctor Caldiero se dedicó a predicar el evangelismo, hasta el punto de llegar a ser Pastor y  Ministro Ordenado en la Unión de las Asambleas de Dios en Argentina por más de una década.

## Documental
La vida de Héctor Caldiero fue transmitida por el canal TBN-Enlace, a través del programa Enlace Juvenil. El documental autobriográfico se llevó a cabo en 2009.

## Reconocimiento
El presidente del Club Atlético Boca Juniors, Daniel Angelici y la comisión directiva reconocieron la labor de Héctor Caldiero como uno de los grandes relatores del fútbol argentino y la institución. La cabina número 11, sitio donde se trasmiten los partidos de Boca Juniors lleva su nombre como reconocimiento a su trayectoria, homenaje que se llevó a cabo en las instalaciones del estadio La Bombonera. También se encuentra una placa conmemorativa que vincula a Héctor Caldiero con la institución xeneize.

«Este es un merecido homenaje de mi parte y de toda la Comisión Directiva a uno de los más grandes relatores que tuvo Boca. La cabina número 11, que utilizó en los últimos años para su transmisión 'Boca de Selección' ahora tendrá su nombre. Como hincha siempre recordaré cuando narraba los goles con su célebre frase 'de tu Boca, de mi Boca, de Boquita'. O cuando nombró por primera vez 'Batigol' a Batistuta»
Daniel Angelici, presidente de Boca Juniors.

## Premios y nominaciones

### Premios Martín Fierro
Los Premios Martín Fierro son unos premios de radio y televisión de la Argentina, organizados por la Asociación de Periodistas de la Televisión y la Radiofonía Argentinas (APTRA). Héctor Caldiero fue nominado en la ceremonia de 1991.
| Año  | Trabajo         | Categoría                | Resultado |
| ---- | --------------- | ------------------------ | --------- |
| 1991 | El show de Boca | Mejor programa deportivo | Nominado  |